# سانت مارتين إن منيغ (كورنوال)
سانت مارتين‌اين‌منيغ (بالإنجليزية: St Martin-in-Meneage)‏ هي قرية وأبرشية مدنية تقع في المملكة المتحدة في إنجلترا.